# Шлуайн
Шлуайн (нем. Schluein) — коммуна в Швейцарии, в кантоне Граубюнден. 
Входит в состав округа Сурсельва. Население составляет 502 человека (на 31 декабря 2006 года). Официальный код  —  3582.

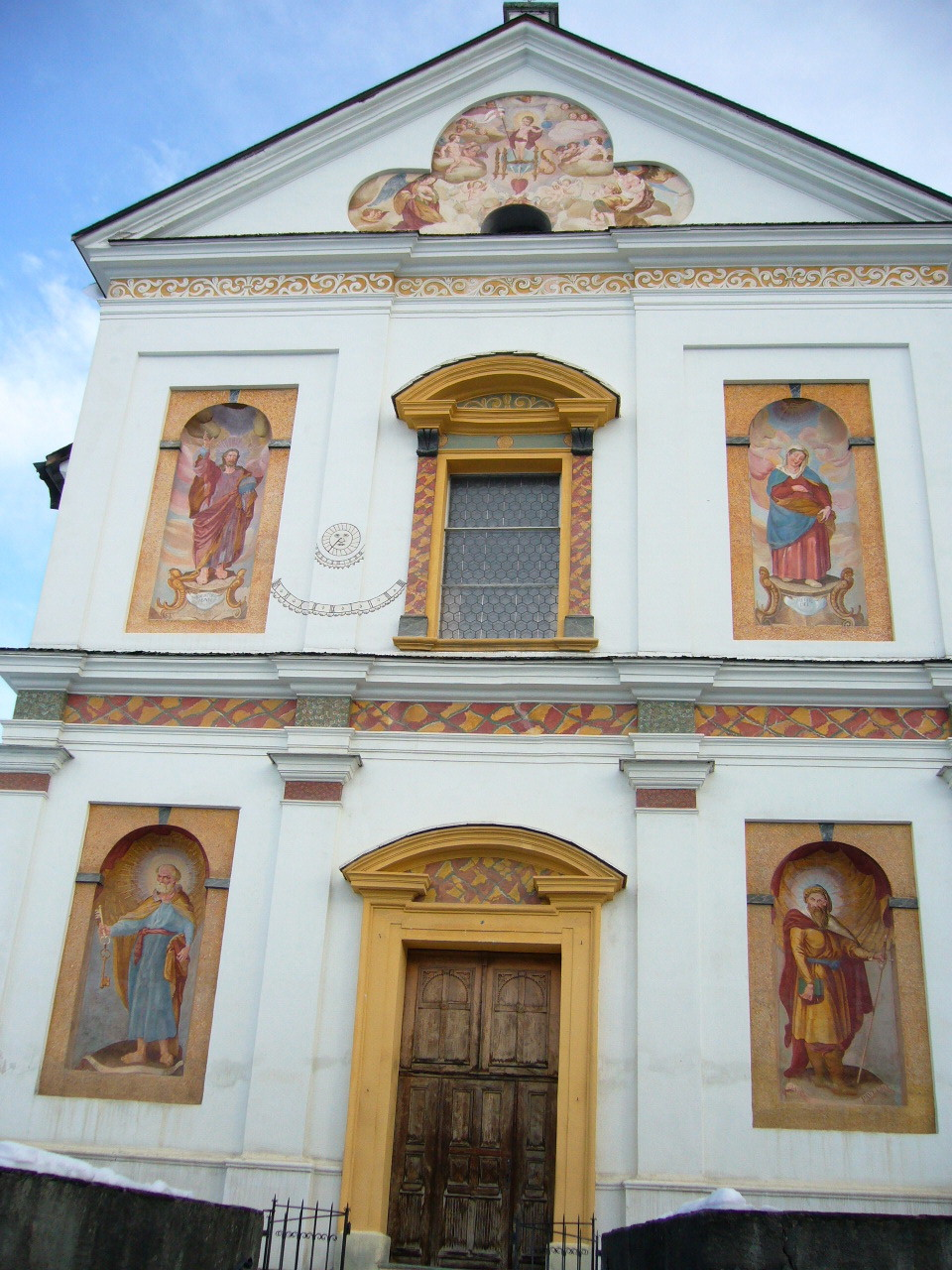
Шлуайн